# Allemagne aux Jeux olympiques d'hiver de 1998
C'est la septième fois que l'Allemagne participe officiellement aux Jeux olympiques d'hiver en tant que nation réunifiée. Sa délégation, formée de 125 athlètes (78 hommes pour 47 femmes) a concouru dans l'ensemble des disciplines proposées lors de la manifestation. Elle repart de Nagano avec un total de 27 médailles (12 en or, 9 en argent et 8 en bronze), faisant d'elle la meilleure nation au tableau des médailles.

## Medaillés
| Médaille | Nom                                                         | Sport               | Discipline            |
| -------- | ----------------------------------------------------------- | ------------------- | --------------------- |
| Or       | Katja Seizinger                                             | Ski alpin           | Descente (F)          |
| Or       | Hilde Gerg                                                  | Ski alpin           | Slalom (F)            |
| Or       | Katja Seizinger                                             | Ski alpin           | Combiné (F)           |
| Or       | Ricco Gross Peter Sendel Sven Fischer Frank Luck            | Biathlon            | Relais 4 × 7,5 km (H) |
| Or       | Uschi Disl Martina Zellner Katrin Apel Petra Behle          | Biathlon            | Relais 4 × 7,5 km (F) |
| Or       | Christoph Langen Markus Zimmermann Marco Jakobs Olaf Hampel | Bobsleigh           | Bob à quatre (H)      |
| Or       | Georg Hackl                                                 | Luge                | Simple (H)            |
| Or       | Stefan Krausse Jan Behrendt                                 | Luge                | Double (H)            |
| Or       | Silke Kraushaar                                             | Luge                | Simple (F)            |
| Or       | Nicola Thost                                                | Snowboard           | Half-pipe (F)         |
| Or       | Gunda Niemann-Stirnemann                                    | Patinage de vitesse | 3000 m (F)            |
| Or       | Claudia Pechstein                                           | Patinage de vitesse | 5000 m (F)            |
| Argent   | Martina Ertl                                                | Ski alpin           | Combiné (F)           |
| Argent   | Uschi Disl                                                  | Biathlon            | 7,5 Sprint (F)        |
| Argent   | Tatjana Mittermayer                                         | Saut acrobatique    | Bosses (F)            |
| Argent   | Barbara Niedernhuber                                        | Luge                | Simple (F)            |
| Argent   | Sven Hannawald Martin Schmitt Hansjörg Jäkle Dieter Thoma   | Saut à ski          | Par équipe (H)        |
| Argent   | Heidi Renoth                                                | Snowboard           | Slalom géant (F)      |
| Argent   | Gunda Niemann-Stirnemann                                    | Speed skating       | 1500 m (F)            |
| Argent   | Claudia Pechstein                                           | Patinage de vitesse | 3000 m (F)            |
| Argent   | Gunda Niemann-Stirnemann                                    | Patinage de vitesse | 5000 m (F)            |
| Bronze   | Katja Seizinger                                             | Ski alpin           | Slalom géant (F)      |
| Bronze   | Hilde Gerg                                                  | Ski alpin           | Combiné (F)           |
| Bronze   | Katrin Apel                                                 | Biathlon            | 7,5 km Sprint (F)     |
| Bronze   | Uschi Disl                                                  | Biathlon            | 15 km (F)             |
| Bronze   | Christoph Langen Markus Zimmermann                          | Bobsleigh           | Bob à deux (H)        |
| Bronze   | Mandy Wötzel Ingo Steuer                                    | Patinage artistique | Couples               |
| Bronze   | Jens Müller                                                 | Luge                | Simple (H)            |
| Bronze   | Anni Friesinger                                             | Patinage de vitesse | 3000 m (F)            |

## Athlètes engagés et résultats par discipline

### Biathlon

#### Hommes
| Discipline   | Nom             | Pénalités 1 | Temps         | Rang |
| ------------ | --------------- | ----------- | ------------- | ---- |
| Sprint 10 km | Carsten Heymann | 2           | 30 min 09 s 6 | 34   |
| Sprint 10 km | Sven Fischer    | 2           | 29 min 47 s 1 | 29   |
| Sprint 10 km | Ricco Groß      | 1           | 29 min 13 s 9 | 17   |
| Sprint 10 km | Frank Luck      | 1           | 28 min 40 s 3 | 7    |

| Discipline | Nom            | Temps         | Pénalités 2 | Temps (après pénalités) | Rang |
| ---------- | -------------- | ------------- | ----------- | ----------------------- | ---- |
| 20 km      | Jan Wüstenfeld | 57 min 07 s 9 | 4           | 1 h 01 min 07 s 9       | 32   |
| 20 km      | Sven Fischer   | 56 min 26 s 1 | 3           | 59 min 26 s 1           | 16   |
| 20 km      | Peter Sendel   | 57 min 30 s 3 | 1           | 58 min 30 s 3           | 8    |
| 20 km      | Ricco Groß     | 57 min 15 s 4 | 1           | 58 min 15 s 4           | 6    |

Relais 4 × 7,5 km
| Noms                                            | Résultats finaux | Résultats finaux  | Résultats finaux |
| Noms                                            | Pénalités 1      | Temps             | Rang             |
| ----------------------------------------------- | ---------------- | ----------------- | ---------------- |
| Ricco Groß Peter Sendel Sven Fischer Frank Luck | 0                | 1 h 21 min 36 s 2 | Or               |

#### Femmes
| Discipline    | Nom             | Pénalités 1 | Temps         | Rang   |
| ------------- | --------------- | ----------- | ------------- | ------ |
| Sprint 7,5 km | Martina Zellner | 2           | 25 min 09 s 8 | 30     |
| Sprint 7,5 km | Petra Behle     | 2           | 24 min 09 s 9 | 16     |
| Sprint 7,5 km | Katrin Apel     | 1           | 23 min 32 s 4 | Bronze |
| Sprint 7,5 km | Uschi Disl      | 1           | 23 min 08 s 7 | Argent |

| Discipline | Nom             | Temps         | Pénalités 2 | Temps après pénalités | Rang   |
| ---------- | --------------- | ------------- | ----------- | --------------------- | ------ |
| 15 km      | Katja Beer      | 57 min 26 s 4 | 4           | 1 h 01 min 26 s 4     | 39     |
| 15 km      | Petra Behle     | 58 min 29 s 7 | 1           | 59 min 29 s 7         | 27     |
| 15 km      | Martina Zellner | 52 min 46 s 3 | 4           | 56 min 46 s 3         | 10     |
| 15 km      | Uschi Disl      | 54 min 17 s 9 | 1           | 55 min 17 s 9         | Bronze |

Relais 4 × 7,5 km
| Noms                                               | Race        | Race              | Race |
| Noms                                               | Pénalités 1 | Temps             | Rang |
| -------------------------------------------------- | ----------- | ----------------- | ---- |
| Uschi Disl Martina Zellner Katrin Apel Petra Behle | 0           | 1 h 40 min 13 s 6 | Or   |

1150 mètres doivent être parcourus pour chaque pénalité 

2Une minute par pénalité est ajoutée au temps final

### Bobsleigh
Les épreuves de Bobseligh ne sont encore que masculine aux Jeux olympiques d'hiver de 1998. La délégation allemande est composée de neuf bobeurs. 
| Bob   | Noms                               | Discipline | Course 1 | Course 1 | Course 2 | Course 2 | Course 3 | Course 3 | Course 4 | Course 4 | Total         | Total  |
| Bob   | Noms                               | Discipline | Temps    | Rang     | Temps    | Rang     | Temps    | Rang     | Temps    | Rang     | Temps         | Rang   |
| ----- | ---------------------------------- | ---------- | -------- | -------- | -------- | -------- | -------- | -------- | -------- | -------- | ------------- | ------ |
| GER-1 | Christoph Langen Markus Zimmermann | Bob à deux | 54 s 82  | 7        | 54 s 62  | 6        | 54 s 11  | 1        | 54 s 34  | 3        | 3 min 37 s 89 | Bronze |
| GER-2 | Dirk Wiese Marco Jakobs            | Two-man    | 54 s 83  | 8        | 54 s 66  | 8        | 54 s 63  | 11       | 54 s 76  | 13       | 3 min 38 s 88 | 11     |

| Bob   | Noms                                                        | Discipline   | Course 1 | Course 1 | Course 2 | Course 2 | Course 3 | Course 3 | Total         | Total |
| Bob   | Noms                                                        | Discipline   | Temps    | Rang     | Temps    | Rang     | Temps    | Rang     | Temps         | Rang  |
| ----- | ----------------------------------------------------------- | ------------ | -------- | -------- | -------- | -------- | -------- | -------- | ------------- | ----- |
| GER-1 | Harald Czudaj Torsten Voss Steffen Görmer Alexander Szelig  | Bob à quatre | 53 s 12  | 7        | 53 s 50  | 7        | 53 s 70  | 2        | 2 min 40 s 32 | 8     |
| GER-2 | Christoph Langen Markus Zimmermann Marco Jakobs Olaf Hampel | Four-man     | 52 s 70  | 1        | 52 s 90  | 1        | 53 s 81  | 8        | 2 min 39 s 41 | Or    |

### Combiné nordique
Individuel Hommes
Épreuves : 
- Tremplin normal individuel
- Course de ski de fond de 15 km(La liste de départ (avec handicap) dépend des résultats au saut)

| Nom             | Discipline | Saut à ski | Saut à ski | Ski de fond (temps) | Rang final |
| Nom             | Discipline | Points     | Rang       | Ski de fond (temps) | Rang final |
| --------------- | ---------- | ---------- | ---------- | ------------------- | ---------- |
| Matthias Looß   | Individual | 187,0      | 41         | 46 min 54 s 2       | 32         |
| Josef Buchner   | Individual | 203,0      | 26         | N'a pas terminé     | –          |
| Ronny Ackermann | Individual | 209,5      | 18         | 43 min 52 s 9       | 12         |
| Jens Deimel     | Individual | 221,0      | 10         | 43 min 56 s 3       | 13         |

Par équipe Hommes
Chaque équipe se compose de quatre athlètes 
Épreuves : 
- Tremplin normal
- Relais de ski de fond de 4 × 5 km(La liste de départ (avec handicap) dépend des résultats au saut)

| Noms                                                       | Saut à ski | Saut à ski | Ski de fond (temps) | Rang final |
| Noms                                                       | Points     | Rang       | Ski de fond (temps) | Rang final |
| ---------------------------------------------------------- | ---------- | ---------- | ------------------- | ---------- |
| Matthias Looß Ronny Ackermann Thorsten Schmitt Jens Deimel | 861,0      | 7          | 56 min 22 s 0       | 6          |

### Curling

#### Tournoi masculin

##### Phases de poules
Les quatre premières équipes accèdent à la demi-finale.
| Pays            | Capitaine         | G | P |
| --------------- | ----------------- | - | - |
| Canada          | Mike Harris       | 6 | 1 |
| Norvège         | Eigil Ramsfjell   | 5 | 2 |
| Suisse          | Patrick Hürlimann | 5 | 2 |
| États-Unis      | Tim Somerville    | 3 | 4 |
| Japon           | Makoto Tsuruga    | 3 | 4 |
| Suède           | Peja Lindholm     | 3 | 4 |
| Grande-Bretagne | Douglas Dryburgh  | 2 | 5 |
| Allemagne       | Andy Kapp         | 1 | 6 |

| Allemagne | 4 - 7  |  | Suisse          |
| Allemagne | 5 - 7  |  | Norvège         |
| Allemagne | 6 - 7  |  | Suède           |
| Allemagne | 6 - 10 |  | Canada          |
| Allemagne | 5 - 8  |  | États-Unis      |
| Allemagne | 7 - 4  |  | Grande-Bretagne |
| Allemagne | 5 - 7  |  | Japon           |

Équipe
| Capitaine | Third    | Second           | Lead         | Remplaçant    |
| --------- | -------- | ---------------- | ------------ | ------------- |
| Andy Kapp | Uli Kapp | Michael Schäffer | Holger Höhne | Oliver Axnick |

#### Tournoi féminin

##### Phases de poules
Les quatre premières équipes accèdent à la demi-finale.
| Pays            | Capitaine            | G | P |
| --------------- | -------------------- | - | - |
| Canada          | Sandra Schmirler     | 6 | 1 |
| Suède           | Elisabet Gustafson   | 6 | 1 |
| Danemark        | Helena Blach Lavrsen | 5 | 2 |
| Grande-Bretagne | Kirsty Hay           | 4 | 3 |
| Japon           | Mayumi Ohkutsu       | 2 | 5 |
| Norvège         | Dordi Nordby         | 2 | 5 |
| États-Unis      | Lisa Schoeneberg     | 2 | 5 |
| Allemagne       | Andrea Schöpp        | 1 | 6 |

| Allemagne | 5 - 6 |  | Danemark        |
| Allemagne | 2 - 9 |  | Japon           |
| Allemagne | 5 - 8 |  | États-Unis      |
| Allemagne | 7 - 6 |  | Norvège         |
| Allemagne | 3 - 8 |  | Suède           |
| Allemagne | 5 - 6 |  | Grande-Bretagne |
| Canada    | 5 - 8 |  | Japon           |

Équipe
| Capitaine     | Third         | Second          | Lead            | Remplaçante    |
| ------------- | ------------- | --------------- | --------------- | -------------- |
| Andrea Schöpp | Monika Wagner | Natalie Nessler | Heike Wieländer | Carine Meidele |

### Hockey sur glace

#### Phases préliminaires - Groupe B
Seule l'équipe finissant 1re à l'issue des phases préliminaires se qualifie pour le 1er tour.
| Team        | MJ | G | P | N | PP | PC | Diff | Pts |
| ----------- | -- | - | - | - | -- | -- | ---- | --- |
| Biélorussie | 3  | 2 | 0 | 1 | 14 | 4  | +10  | 5   |
| Allemagne   | 3  | 2 | 1 | 0 | 7  | 9  | -2   | 4   |
| France      | 3  | 1 | 2 | 0 | 5  | 8  | -3   | 2   |
| Japon       | 3  | 0 | 2 | 1 | 5  | 10 | -5   | 1   |

| 7 février 1998 | Allemagne | 3-1 | Japon | Aqua wing arena 9 861 spectateurs |

| 9 février 1998 | Allemagne | 2-8 | Biélorussie | Aqua wing arena 3 063 spectateurs |

| 10 février 1998 | Allemagne | 2-0 | France | Aqua wing arena 3 916 spectateurs |

##### Match pour la9eplace
| 12 février 1998 | Allemagne | 4-2 | Slovaquie | Aqua wing arena 8 670 spectateurs |

- Team Roster
  - Olaf Kölzig
  - Josef Heiß
  - Klaus Merk
  - Mirko Lüdemann
  - Erich Goldmann
  - Uwe Krupp
  - Markus Wieland
  - Daniel Kunce
  - Brad Bergen
  - Jochen Molling
  - Lars Brüggemann
  - Peter Draisaitl
  - Jan Benda
  - Mark MacKay
  - Reemt Pyka
  - Jochen Hecht
  - Benoît Doucet
  - Stefan Ustorf
  - Thomas Brandl
  - Andreas Lupzig
  - Dieter Hegen
  - Jürgen Rumrich
  - Marco Sturm
- Entraîneur: George Kingston

### Luge
L'équipe d'Allemagne aligne dix lugeurs.
Individuel
| Nom            | Course 1 | Course 1 | Course 2 | Course 2 | Course 3 | Course 3 | Course 4 | Course 4 | Total          | Total  |
| Nom            | Temps    | Rang     | Temps    | Rang     | Temps    | Rang     | Temps    | Rang     | Temps          | Rang   |
| -------------- | -------- | -------- | -------- | -------- | -------- | -------- | -------- | -------- | -------------- | ------ |
| Karsten Albert | 50 s 353 | 12       | 50 s 172 | 13       | 50 s 080 | 11       | 50 s 499 | 17       | 3 min 21 s 104 | 12     |
| Jens Müller    | 49 s 954 | 4        | 49 s 700 | 3        | 49 s 729 | 2        | 49 s 710 | 2        | 3 min 19 s 093 | Bronze |
| Georg Hackl    | 49 s 619 | 1        | 49 s 573 | 1        | 49 s 614 | 1        | 49 s 630 | 1        | 3 min 18 s 436 | Or     |

Double
| Noms                        | Course 1 | Course 1 | Course 2 | Course 2 | Total          | Total |
| Noms                        | Temps    | Rang     | Temps    | Rang     | Temps          | Rang  |
| --------------------------- | -------- | -------- | -------- | -------- | -------------- | ----- |
| Stefan Krauße Jan Behrendt  | 50 s 592 | 1        | 50 s 513 | 3        | 1 min 41 s 105 | Or    |
| Steffen Skel Steffen Wöller | 51 s 408 | 10       | 50 s 816 | 6        | 1 min 42 s 224 | 8     |

#### Femmes
| Nom                  | Course   | Course | Course 2 | Course 2 | Course 3 | Course 3 | Course 4 | Course 4 | Total          | Total         |
| Nom                  | Temps    | Rang   | Temps    | Rang     | Temps    | Rang     | Temps    | Rang     | Temps          | Rang          |
| -------------------- | -------- | ------ | -------- | -------- | -------- | -------- | -------- | -------- | -------------- | ------------- |
| Susi Erdmann         | 51 s 475 | 4      | 51 s 348 | 5        | 50 s 895 | 3        | 50 s 731 | 5        | 3 min 24 s 449 | 4             |
| Barbara Niedernhuber | 51 s 216 | 2      | 51 s 103 | 1        | 50 s 837 | 2        | 50 s 625 | 3        | 3 min 23 s 781 | Argent        |
| Silke Kraushaar      | 51 s 197 | 1      | 51 s 178 | 2        | 50 s 787 | 1        | 50 s 617 | 2        | 3 min 23 s 779 | Médaille d'or |

### Patinage artistique
Couples
| Noms                       | Programme court | Programme libre | Total | Rang   |
| -------------------------- | --------------- | --------------- | ----- | ------ |
| Peggy Schwarz Mirko Müller | 9               | 8               | 12,5  | 9      |
| Mandy Wötzel Ingo Steuer   | 2               | 3               | 4,0   | Bronze |

Danse sur glace
| Noms                    | Danse imposée 1 | Danse imposée 2 | Danse originale | Programme libre | Total | Rang |
| ----------------------- | --------------- | --------------- | --------------- | --------------- | ----- | ---- |
| Kati Winkler René Lohse | 11              | 11              | 9               | 10              | 19,8  | 10   |

### Patinage de vitesse

#### Hommes
| Discipline | Nom                  | Course 1 | Course 1 | Course 2        | Course 2 | Total           | Total |
| Discipline | Nom                  | Temps    | Rang     | Temps           | Rang     | Temps           | Rang  |
| ---------- | -------------------- | -------- | -------- | --------------- | -------- | --------------- | ----- |
| 500 m      | Peter Adeberg        | 36 s 92  | 31       | N'a pas terminé | –        | N'a pas terminé | –     |
| 500 m      | Christian Breuer     | 36 s 78  | 26       | 36 s 41         | 15       | 73 s 19         | 19    |
| 500 m      | Michael Künzel       | 36 s 56  | 15       | 36 s 19         | 8        | 72 s 75         | 11    |
| 1000 m     | Christian Breuer     |          |          |                 |          | 1 min 12 s 33   | 16    |
| 1000 m     | Peter Adeberg        |          |          |                 |          | 1 min 11 s 90   | 9     |
| 1500 m     | René Taubenrauch     |          |          |                 |          | 1 min 54 s 91   | 38    |
| 1500 m     | Frank Dittrich       |          |          |                 |          | 1 min 53 s 64   | 33    |
| 1500 m     | Peter Adeberg        |          |          |                 |          | 1 min 51 s 50   | 13    |
| 1500 m     | Christian Breuer     |          |          |                 |          | 1 min 50 s 96   | 9     |
| 5000 m     | Alexander Baumgärtel |          |          |                 |          | 6 min 39 s 44   | 13    |
| 5000 m     | René Taubenrauch     |          |          |                 |          | 6 min 35 s 21   | 6     |
| 5000 m     | Frank Dittrich       |          |          |                 |          | 6 min 32 s 17   | 5     |
| 10 000 m   | René Taubenrauch     |          |          |                 |          | 13 min 52 s 10  | 11    |
| 10 000 m   | Alexander Baumgärtel |          |          |                 |          | 13 min 48 s 44  | 10    |
| 10 000 m   | Frank Dittrich       |          |          |                 |          | 13 min 36 s 58  | 6     |

#### Femmes
| Discipline | Nom                       | Course 1 | Course 1 | Course 2 | Course 2 | Total            | Total  |
| Discipline | Nom                       | Temps    | Rang     | Temps    | Rang     | Temps            | Rang   |
| ---------- | ------------------------- | -------- | -------- | -------- | -------- | ---------------- | ------ |
| 500 m      | Anke Baier-Loef           | 39 s 73  | 16       | 39 s 75  | 16       | 79 s 48          | 15     |
| 500 m      | Sabine Völker             | 39 s 19  | 10       | 39 s 00  | 6        | 78 s 19          | 7      |
| 500 m      | Monique Garbrecht-Enfeldt | 39 s 11  | 7        | 39 s 34  | 10       | 78 s 45          | 8      |
| 500 m      | Franziska Schenk          | 38 s 88  | 5        | 38 s 57  | 4        | 77 s 45          | 4      |
| 1000 m     | Franziska Schenk          |          |          |          |          | N'a pas terminé  | –      |
| 1000 m     | Anke Baier-Loef           |          |          |          |          | 1 min 19 s 42    | 16     |
| 1000 m     | Monique Garbrecht-Enfeldt |          |          |          |          | 1 min 18 s 76    | 10     |
| 1000 m     | Sabine Völker             |          |          |          |          | 1 min 17 s 54    | 4      |
| 1500 m     | Claudia Pechstein         |          |          |          |          | 1 min 59 s 46    | 7      |
| 1500 m     | Anni Friesinger           |          |          |          |          | 1 min 59 s 20    | 5      |
| 1500 m     | Gunda Niemann             |          |          |          |          | 1 min 58 s 66    | Argent |
| 3000 m     | Anni Friesinger           |          |          |          |          | 4 min 09 s 44    | Bronze |
| 3000 m     | Claudia Pechstein         |          |          |          |          | 4 min 08 s 47    | Argent |
| 3000 m     | Gunda Niemann             |          |          |          |          | 4 min 07 s 29 OR | Or     |
| 5000 m     | Heike Warnicke            |          |          |          |          | 7 min 30 s 83    | 14     |
| 5000 m     | Gunda Niemann             |          |          |          |          | 6 min 59 s 65    | Argent |
| 5000 m     | Claudia Pechstein         |          |          |          |          | 6 min 59 s 61 WR | Or     |

### Patinage de vitesse sur piste courte

#### Hommes
| Nom           | Discipline | 1er tour       | 1er tour | Quart de finale    | Quart de finale    | Demi-finale        | Demi-finale        | Finale             | Finale             |
| Nom           | Discipline | Temps          | Rang     | Temps              | Rang               | Temps              | Rang               | Temps              | Rang final         |
| ------------- | ---------- | -------------- | -------- | ------------------ | ------------------ | ------------------ | ------------------ | ------------------ | ------------------ |
| Arian Nachbar | 500 m      | 44 s 882       | 3        | N'est pas qualifié | N'est pas qualifié | N'est pas qualifié | N'est pas qualifié | N'est pas qualifié | N'est pas qualifié |
| Arian Nachbar | 1000 m     | 1 min 32 s 493 | 3        | N'est pas qualifié | N'est pas qualifié | N'est pas qualifié | N'est pas qualifié | N'est pas qualifié | N'est pas qualifié |

#### Femmes
| Nom                                                 | Discipline    | 1er tour       | 1er tour | Quart de finale     | Quart de finale     | Demi-finale         | Demi-finale         | Finale              | Finale              |
| Nom                                                 | Discipline    | Temps          | Rang     | Temps               | Rang                | Temps               | Rang                | Temps               | Rang final          |
| --------------------------------------------------- | ------------- | -------------- | -------- | ------------------- | ------------------- | ------------------- | ------------------- | ------------------- | ------------------- |
| Yvonne Kunze                                        | 500 m         | 46 s 887       | 3        | N'est pas qualifiée | N'est pas qualifiée | N'est pas qualifiée | N'est pas qualifiée | N'est pas qualifiée | N'est pas qualifiée |
| Susanne Busch                                       | 500 m         | 1 min 30 s 607 | 4        | N'est pas qualifiée | N'est pas qualifiée | N'est pas qualifiée | N'est pas qualifiée | N'est pas qualifiée | N'est pas qualifiée |
| Susanne Busch                                       | 1000 m        | 1 min 38 s 379 | 3        | N'est pas qualifiée | N'est pas qualifiée | N'est pas qualifiée | N'est pas qualifiée | N'est pas qualifiée | N'est pas qualifiée |
| Yvonne Kunze                                        | 1000 m        | 1 min 44 s 870 | 3        | N'est pas qualifiée | N'est pas qualifiée | N'est pas qualifiée | N'est pas qualifiée | N'est pas qualifiée | N'est pas qualifiée |
| Susanne Busch Anne Eckner Yvonne Kunze Katrin Weber | Relais 3000 m |                |          |                     |                     | 4 min 38 s 776      | 4 Q                 | 4 min 37 s 110      | 8                   |

### Saut à ski
| Nom            | Discipline      | Saut 1   | Saut 1 | Saut 1 | Saut 2             | Saut 2             | Total              | Total              |
| Nom            | Discipline      | Distance | Points | Rang   | Distance           | Points             | Total des points   | Rang final         |
| -------------- | --------------- | -------- | ------ | ------ | ------------------ | ------------------ | ------------------ | ------------------ |
| Hansjörg Jäkle | Tremplin normal | 82,0 m   | 99,5   | 19 Q   | 82,5 m             | 101,0              | 200,5              | 17                 |
| Martin Schmitt | Tremplin normal | 82,0 m   | 100,0  | 18 Q   | 82,0 m             | 99,5               | 199,5              | 19                 |
| Sven Hannawald | Tremplin normal | 83,5 m   | 103,0  | 13 Q   | 84,0 m             | 104,5              | 207,5              | 14                 |
| Dieter Thoma   | Tremplin normal | 84,5 m   | 106,0  | 12 Q   | 83,0 m             | 102,5              | 208,5              | 13                 |
| Hansjörg Jäkle | Grand tremplin  | 92,0 m   | 61,1   | 57     | N'est pas qualifié | N'est pas qualifié | N'est pas qualifié | N'est pas qualifié |
| Sven Hannawald | Grand tremplin  | 100,0 m  | 78,0   | 48     | N'est pas qualifié | N'est pas qualifié | N'est pas qualifié | N'est pas qualifié |
| Dieter Thoma   | Grand tremplin  | 114,0 m  | 105,2  | 22 Q   | 128,0 m            | 130,4              | 235,6              | 12                 |
| Martin Schmitt | Grand tremplin  | 118,5 m  | 112,3  | 11 Q   | 123,0 m            | 121,4              | 233,7              | 14                 |

Grand tremplin par équipe
| Noms                                                      | Résultats | Résultats |
| Noms                                                      | Points 1  | Rang      |
| --------------------------------------------------------- | --------- | --------- |
| Sven Hannawald Martin Schmitt Hansjörg Jäkle Dieter Thoma | 897,4     | Argent    |

1Chaque membre de l'équipe effectue deux sauts.

### Ski acrobatique

#### Femmes
| Nom                 | Discipline | Qualifications | Qualifications | Qualifications | Finale  | Finale | Finale |
| Nom                 | Discipline | Temps          | Points         | Rang           | Temps   | Points | Rang   |
| ------------------- | ---------- | -------------- | -------------- | -------------- | ------- | ------ | ------ |
| Gabriele Rauscher   | Bosses     | 35 s 20        | 22,11          | 12 Q           | 34 s 13 | 23,59  | 11     |
| Sandra Schmitt      | Bosses     | 33 s 92        | 22,63          | 6 Q            | 33 s 50 | 23,67  | 9      |
| Tatjana Mittermayer | Bosses     | 34 s 69        | 23,07          | 3 Q            | 33 s 50 | 24,62  | Argent |

### Ski alpin

#### Hommes
Un seul skieur alpin allemand est présent à Nagano. Il participe à deux épreuves : le Slalom et le Slalom géant.
| Nom           | Épreuve                    | Manche 1                      | Manche 2          | Résultat        | Place |
| ------------- | -------------------------- | ----------------------------- | ----------------- | --------------- | ----- |
| Markus Eberle | Slalom (H) Salom géant (H) | N'a pas terminé 1 min 24 s 01 | – N'a pas terminé | N'a pas terminé | –     |

#### Femmes
Six skieuses alpines participent aux épreuves de ski alpin. Cette délégation féminine repart du Japon avec trois médailles d'or, une d'argent et deux de bronze.
| Nom                        | Discipline  | Manche 1      | Manche 2      | Total         | Total  |
| Nom                        | Discipline  | Temps         | Temps         | Temps         | Rang   |
| -------------------------- | ----------- | ------------- | ------------- | ------------- | ------ |
| Regina Häusl               | Descente    |               |               | DNF           | –      |
| Hilde Gerg                 | Descente    |               |               | 1 min 29 s 96 | 9      |
| Katrin Gutensohn           | Descente    |               |               | 1 min 29 s 96 | 9      |
| Katja Seizinger            | Descente    |               |               | 1 min 29 s 89 | Or     |
| Hilde Gerg                 | Super-G     |               |               | 1 min 18 s 59 | 10     |
| Martina Ertl-Renz          | Super-G     |               |               | 1 min 18 s 46 | 7      |
| Katja Seizinger            | Super-G     |               |               | 1 min 18 s 44 | 6      |
| Regina Häusl               | Super-G     |               |               | 1 min 18 s 27 | 4      |
| Regina Häusl               | Salom géant | 1 min 26 s 37 | 1 min 38 s 20 | 3 min 04 s 57 | 30     |
| Hilde Gerg                 | Salom géant | 1 min 21 s 45 | 1 min 34 s 44 | 2 min 55 s 89 | 13     |
| Martina Ertl-Renz          | Salom géant | 1 min 20 s 38 | 1 min 32 s 34 | 2 min 52 s 72 | 4      |
| Katja Seizinger            | Salom géant | 1 min 20 s 19 | 1 min 32 s 42 | 2 min 52 s 61 | Bronze |
| Monika Bergmann-Schmuderer | Slalom      | 47 s 78       | 47 s 21       | 1 min 34 s 99 | 9      |
| Martina Ertl-Renz          | Slalom      | 46 s 22       | 46 s 69       | 1 min 32 s 91 | 4      |
| Hilde Gerg                 | Slalom      | 45 s 89       | 46 s 51       | 1 min 32 s 40 | Or     |

Combiné
| Nom                        | Descente      | Slalom  | Slalom  | Total         | Total  |
| Nom                        | Temps         | Temps 1 | Temps 2 | Temps final   | Rang   |
| -------------------------- | ------------- | ------- | ------- | ------------- | ------ |
| Monika Bergmann-Schmuderer | 1 min 33 s 35 | 37 s 41 | 35 s 08 | 2 min 45 s 84 | 12     |
| Hilde Gerg                 | 1 min 29 s 92 | 36 s 52 | 35 s 06 | 2 min 41 s 50 | Bronze |
| Martina Ertl-Renz          | 1 min 29 s 76 | 36 s 45 | 34 s 71 | 2 min 40 s 92 | Argent |
| Katja Seizinger            | 1 min 28 s 52 | 37 s 14 | 35 s 08 | 2 min 40 s 74 | Or     |

### Ski de fond

#### Hommes
| Discipline       | Nom               | Total             | Total |
| Discipline       | Nom               | Temps             | Rang  |
| ---------------- | ----------------- | ----------------- | ----- |
| 10 km classique  | Jochen Behle      | 29 min 55 s 9     | 40    |
| 10 km classique  | René Sommerfeldt  | 29 min 52 s 5     | 38    |
| 10 km classique  | Johann Mühlegg    | 29 min 12 s 3     | 27    |
| 10 km classique  | Andreas Schlütter | 28 min 48 s 0     | 16    |
| 15 km poursuite1 | René Sommerfeldt  | 43 min 49 s 5     | 29    |
| 15 km poursuite1 | Johann Mühlegg    | 41 min 48 s 3     | 17    |
| 15 km poursuite1 | Andreas Schlütter | 41 min 08 s 3     | 12    |
| 30 km classique  | Jochen Behle      | N'a pas terminé   | –     |
| 30 km classique  | Torald Rein       | 1 h 49 min 06 s 7 | 57    |
| 30 km classique  | Andreas Schlütter | 1 h 40 min 27 s 1 | 21    |
| 50 km libre      | Andreas Schlütter | 2 h 17 min 52 s 1 | 36    |
| 50 km libre      | René Sommerfeldt  | 2 h 16 min 19 s 9 | 26    |
| 50 km libre      | Johann Mühlegg    | 2 h 07 min 25 s 3 | 7     |

1 La liste de départ (avec handicap) est faite en fonction des arrivées du 10 km
Relais 4 × 10 km
| Noms                                                           | Résultats finaux  | Résultats finaux |
| Noms                                                           | Temps             | Rang             |
| -------------------------------------------------------------- | ----------------- | ---------------- |
| Andreas Schlütter Jochen Behle René Sommerfeldt Johann Mühlegg | 1 h 43 min 16 s 1 | 8                |

#### Femmes
| Discipline       | Nom                    | Total             | Total |
| Discipline       | Nom                    | Temps             | Rang  |
| ---------------- | ---------------------- | ----------------- | ----- |
| 5 km classique   | Sigrid Wille           | 19 min 15 s 6     | 38    |
| 5 km classique   | Anke Reschwamm Schulze | 19 min 14 s 7     | 37    |
| 5 km classique   | Constanze Blum         | 19 min 02 s 4     | 30    |
| 5 km classique   | Kati Wilhelm           | 18 min 56 s 9     | 26    |
| 10 km poursuite2 | Sigrid Wille           | 34 min 15 s 1     | 54    |
| 10 km poursuite2 | Kati Wilhelm           | 31 min 54 s 0     | 32    |
| 10 km poursuite2 | Anke Reschwamm Schulze | 31 min 53 s 4     | 31    |
| 10 km poursuite2 | Constanze Blum         | 31 min 28 s 5     | 26    |
| 15 km classique  | Anke Reschwamm Schulze | 51 min 54 s 0     | 38    |
| 15 km classique  | Manuela Henkel         | 51 min 53 s 4     | 36    |
| 15 km classique  | Sigrid Wille           | 51 min 19 s 3     | 28    |
| 15 km classique  | Constanze Blum         | 50 min 30 s 3     | 21    |
| 30 km libre      | Manuela Henkel         | N'a pas terminé   | –     |
| 30 km libre      | Constanze Blum         | 1 h 31 min 52 s 9 | 31    |
| 30 km libre      | Anke Reschwamm Schulze | 1 h 30 min 54 s 6 | 26    |
| 30 km libre      | Kati Wilhelm           | 1 h 28 min 27 s 7 | 16    |

2 La liste de départ (avec handicap) est faite en fonction des arrivées du 5 km
Relas 4 × 5 km
| Noms                                                              | Total         | Total |
| Noms                                                              | Temps         | Rang  |
| ----------------------------------------------------------------- | ------------- | ----- |
| Kati Wilhelm Manuela Henkel Constanze Blum Anke Reschwamm Schulze | 56 min 55 s 4 | 5     |

### Snowboard
9 athlètes (six femmes et trois hommes) allemands participent aux épreuves de snowboard des Jeux olympiques d'hiver de 1998. Un titre de championne et de vice-championne olympique (respectivement en Half-pipe et en Slalom géant féminin) sont acquis durant ces derniers.

#### Hommes

##### Slalom géant
| Athlete           | Course 1      | Course 2      | Total         | Total |
| Athlete           | Temps         | Temps         | Temps final   | Rang  |
| ----------------- | ------------- | ------------- | ------------- | ----- |
| Bernd Kroschewski | 1 min 03 s 53 | Disqualifié   | Disqualifié   | –     |
| Dieter Moherndl   | 1 min 03 s 03 | 1 min 07 s 00 | 2 min 10 s 03 | 14    |

##### Half-pipe
| Athlete        | Qualifications tour 1 | Qualifications tour 1 | Qualifications tour 2 | Qualifications tour 2 | Finale             | Finale             |
| Athlete        | Points                | Rang                  | Points                | Rang                  | Points             | Rang               |
| -------------- | --------------------- | --------------------- | --------------------- | --------------------- | ------------------ | ------------------ |
| Xaver Hoffmann | 28,3                  | 32                    | 38,2                  | 9                     | N'est pas qualifié | N'est pas qualifié |

#### Femmes

##### Slalom géant
| Nom            | Course 1        | Course 2      | Total           | Total  |
| Nom            | Temps           | Temps         | Temps final     | Rang   |
| -------------- | --------------- | ------------- | --------------- | ------ |
| Burgl Heckmair | N'a pas terminé | –             | N'a pas terminé | –      |
| Sandra Farmand | 1 min 14 s 39   | 1 min 08 s 71 | 2 min 23 s 10   | 9      |
| Heidi Renoth   | 1 min 11 s 92   | 1 min 07 s 25 | 2 min 19 s 17   | Argent |

##### Half-pipe
| Nom                | Qualifications tour 1 | Qualifications tour 1 | Qualifications tour 2 | Qualifications tour 2 | Finale              | Finale              |
| Nom                | Points                | Rang                  | Points                | Rang                  | Points              | Rang                |
| ------------------ | --------------------- | --------------------- | --------------------- | --------------------- | ------------------- | ------------------- |
| Sandra Farmand     | 22,1                  | 25                    | N'a pas terminé       | –                     | N'est pas qualifiée | N'est pas qualifiée |
| Sabine Wehr-Hasler | 29,5                  | 15                    | 30,5                  | 11                    | N'est pas qualifiée | N'est pas qualifiée |
| Nicola Thost       | 30,6                  | 13                    | 37,4                  | 1 Q                   | 74,6                | Or                  |